# 马克·凯利
马克·爱德华·凯利（英語：Mark Edward Kelly，1964年2月21日—）是美国民主黨的政治人物、前太空人、海軍上校，现任亚利桑那州的联邦参议员。其現任妻子為前聯邦眾議員加布里埃尔·吉福兹。

## 軍事及太空人生涯
马克·凯利出生於退休警察家庭，擁有愛爾蘭血統。1994年，他獲得美國海軍研究生院航空工程碩士學位。1987年，凯利加入美國海軍成為海軍飛行員負責駕駛A-6闖入者式攻擊機，他曾在波斯灣戰爭的「沙漠風暴行動」期間執行過39次戰鬥任務。後來，凯利進入美國海軍試飛員學校深造。

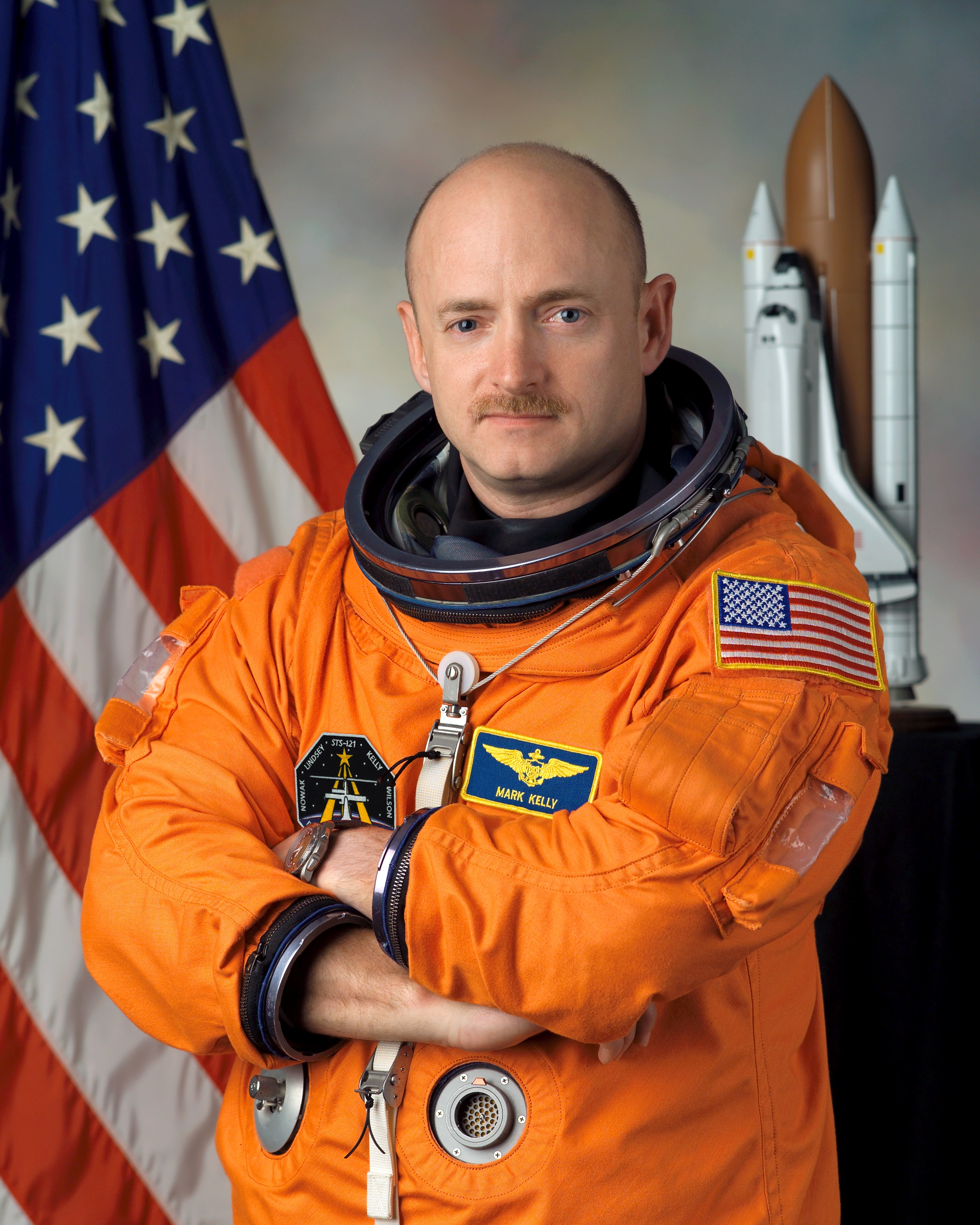
太空人時代的凱利（2005年）

1996年，凯利與他的雙胞胎兄弟史考特·凱利一起加入美國國家航空暨太空總署成為宇航員，期間曾搭乘奋进号航天飞机并以指令長身份执行过STS-108、STS-121、STS-124、STS-134等航天任务，他在太空停留超過54天，航行超過 2200 萬英里。2011年1月8日，在得知自己的妻子加布里埃尔·吉福兹在2011年圖森槍擊事件遭到槍擊後，凯利決定從NASA退役，以更好地陪伴和協助妻子疗养 。仍滯留國際太空站期間，凱利在國際太空站錄製了一條錄音信息，用大衛·鮑伊的《Space Oddity》歌詞來傳達對妻子的愛情。
马克與史考特·凱利兩人是全球首對，也是至今唯一一對同卵雙胞胎太空人。為此NASA曾安排兩人進行一項實驗：讓史考特在國際太空站停留一年，而已退役的马克則留在地球，再觀察兩人的雙胞胎特徵是否仍然相同。
在他的公職服務生涯中，凱利獲得了兩枚國防部優異服役獎章；一枚功勳勳章；兩枚飛行優異十字勳章；四枚飛行獎章（兩枚個人獎章/兩次攻擊飛行獎章），帶有“V”戰鬥獎章；兩枚海軍嘉獎獎章，（其中一枚帶有戰鬥“V”字樣）；一枚海軍成就獎章；兩枚西南亞服役獎章；一枚海軍遠徵勳章；兩條海上服務部署絲帶；美國太空總署傑出服務獎章；和海外服務絲帶。

## 參與政治
槍擊事件後，凱利夫婦成為槍支管制的積極倡導者，並於 2013 年成立了一個美國負責任解決方案委員會以減少槍支暴力。多年來，凱利一直倡導更嚴格的槍支管制立法，包括普遍背景調查、紅旗法和其他措施。
2020年美國選舉中，凯利在2020年11月3日亚利桑那州的特别选举击败了时任共和党参议员玛尔塔·麦萨利，并于 2020年12月2日宣誓就职。
2022年中期選舉，他再次击败共和党挑战者布雷克·马斯特斯，成功连任完整任期。
2024年美國總統選舉，凱利一度被視為民主黨副總統候選人的有力競爭者，但最終民主黨總統候選人賀錦麗選擇明尼蘇達州州長提姆·華茲作為自己的競選搭檔。
2024年10月23日，美台商業協會宣佈凱利成為該會的榮譽共同主席，以表揚其對美台更緊密經濟關係、半導體產業合作的強力支持。